# Maggie s'éclipse
Maggie s'éclipse (France) ou Et la sœur ? (Gone Maggie Gone) est le 13e épisode de la saison 20 de la série télévisée d'animation Les Simpson.

## Synopsis
À la suite d'une éclipse solaire, Marge devient provisoirement aveugle et sa famille s'occupant mal de la maison, celle-ci est envahie par des rats. Après être allé acheter du poison pour les rats, Homer a un accident de voiture, et en essayant de résoudre un problème, il laisse Maggie sur le seuil d’un couvent. Les bonnes sœurs la prennent avec elles et refusent de la rendre. Lisa essaye d'infiltrer le couvent et de ramener Maggie ; elle y découvre une série de messages qui pourraient la mener à un diamant légendaire. Elle obtient l'aide du Principal Skinner et du "Vendeur de BD" Jeff Albertson, tous deux membres d'une organisation secrète, mais se heurte à M. Burns, qui essaie d'obtenir le précieux diamant le premier...